# Endococcus janae
Endococcus janae är en lavart som beskrevs av K. Knudsen 2008. Endococcus janae ingår i släktet Endococcus, klassen Dothideomycetes, divisionen sporsäcksvampar och riket svampar.   Inga underarter finns listade i Catalogue of Life.